# فرانكلين (فيرمونت)
فرانكلين (بالإنجليزية: Franklin, Vermont)‏ هي بلدة تقع بولاية فيرمونت في الولايات المتحدة. تبلغ مساحتها 105.6 (كم²)، وترتفع عن سطح البحر 186 م، بلغ عدد سكانها 1268 نسمة في عام 2000 حسب إحصاء مكتب تعداد الولايات المتحدة وتصل الكثافة السكانية فيها 12.7 نسمة/كم2.

## أعلام
- تشارلز دبليو. غيتس
- أورفيل أي بابكوك
- لمويل روبرتس

## وصلات خارجية
- The US50 - Cities and Towns in Vermont State
- Vermont Cities and Towns, Facts, Map, Flag, Colleges, Government, and More